# Amos Kirui
Pour les articles homonymes, voir Kirui.
Amos Kirui (né le 9 février 1998) est un athlète kényan, spécialiste du steeple.

## Biographie
Médaillé d'argent dur 2 000 m steeple lors des Jeux olympiques de la jeunesse d'été de 2014, il remporte le titre du 3 000 mètres steeple lors des championnats du monde juniors, à Bydgoszcz, dans le temps de 8 min 20 s 43.
Le 8 juin 2017, lors du meeting de Rome, il porte son record personnel à 8 min 8 s 37.

### Palmarès
| Date | Compétition                    | Lieu       | Résultat | Épreuve         | Performance   |
| ---- | ------------------------------ | ---------- | -------- | --------------- | ------------- |
| 2014 | Jeux olympiques de la jeunesse | Nankin     | 2e       | 2 000 m steeple | 5 min 40 s 29 |
| 2016 | Championnats du monde juniors  | Bydgoszcz  | 1er      | 3 000 m steeple | 8 min 20 s 43 |
| 2018 | Jeux du Commonwealth           | Gold Coast | 3e       | 3 000 m steeple | 8 min 12 s 24 |

### Records
| Épreuve         | Performance  | Lieu | Date        |
| --------------- | ------------ | ---- | ----------- |
| 3 000 m steeple | 8 min 8 s 37 | Rome | 8 juin 2017 |